# Liste der denkmalgeschützten Objekte in Oberwart
Die Liste der denkmalgeschützten Objekte in Oberwart enthält die 26 denkmalgeschützten, unbeweglichen Objekte der burgenländischen Bezirkshauptstadt Oberwart.

## Denkmäler
| Foto |                 | Denkmal                                                                                    | Standort                                                     | Beschreibung | Metadaten |
| ---- | --------------- | ------------------------------------------------------------------------------------------ | ------------------------------------------------------------ | --- | --- |
| ja   | Datei hochladen | Ehem. Synagoge HERIS-ID: 12203 Objekt-ID: 8338                                             | Ambrosigasse 13 Standort KG: Oberwart                        | Das Gebäude wurde 1904 gemeinsam mit dem Rabbinatshaus errichtet. Es trägt nunmehr die Inschrift: Zum Gedenken an den Leidensweg unserer ehemaligen jüdischen Mitbürger. Hier stand ihr Bethaus. Es wurde 1938 von den Nationalsozialisten zerstört. | BDA-Hist.: Q24007892 Status: § 2a Stand der BDA-Liste: 2025-06-30 Name: Ehem. Synagoge GstNr.: 1175/2 Synagoge Oberwart                                                              |
| ja   | Datei hochladen | Ehem. Rabbinatshaus, derzeit Berufsinformationszentrum HERIS-ID: 12239 Objekt-ID: 8374     | Ambrosigasse 15 Standort KG: Oberwart                        | Nachdem im Laufe des 19. Jahrhunderts ein wirtschaftlicher Aufschwung Oberwarts und ein Niedergang von Stadtschlaining stattfand, bildete sich im Laufe der Zeit eine jüdische Gemeinde. Neben der Synagoge wurde auch das Rabbinatshaus errichtet, das fälschlicherweise oft als jüdische Schule bezeichnet wird. Das Haus beherbergte die Wohnung und die Amtsräumlichkeiten des Rabbiners. In den Amtsräumlichkeiten fand der Religionsunterricht für die jüdischen Schüler statt, eine jüdische Schule beherbergte das Haus jedoch nicht. | BDA-Hist.: Q38125541 Status: § 2a Stand der BDA-Liste: 2025-06-30 Name: Ehem. jüdische Schule, derzeit Berufsinformationszentrum GstNr.: 1177/1                                      |
| ja   | Datei hochladen | Hügelgräberfeld Finstergraben HERIS-ID: 112156 Objekt-ID: 130219                           | Finstergraben Standort KG: Oberwart                          | | BDA-Hist.: Q37828915 Status: Bescheid Stand der BDA-Liste: 2025-06-30 Name: Hügelgräberfeld Finstergraben GstNr.: 11420/1, 11421, 11422, 11423, 11424, 11425, 11426                  |
| ja   | Datei hochladen | Wohnhaus HERIS-ID: 12241 Objekt-ID: 8376                                                   | Graf Erdödystraße 18 Standort KG: Oberwart                   | | BDA-Hist.: Q38125589 Status: § 2a Stand der BDA-Liste: 2025-06-30 Name: Wohnhaus GstNr.: 1056 Graf Erdödystraße 18, Oberwart                                                         |
| ja   | Datei hochladen | Ehem. evang. Pfarrhaus H.B. HERIS-ID: 12197 Objekt-ID: 8332                                | Graf Erdödystraße 20 Standort KG: Oberwart                   | Das ehemalige evangelische Pfarrhaus bildet mit der Kirche ein Ensemble. Es wurde 1784 erbaut und ist somit einer der ältesten datierten Laubenhöfe. | BDA-Hist.: Q38124292 Status: § 2a Stand der BDA-Liste: 2025-06-30 Name: Ehem. evang. Pfarrhaus H.B. GstNr.: 1055 Graf Erdödystraße 20, Oberwart                                      |
| ja   | Datei hochladen | Wohnhaus HERIS-ID: 12242 Objekt-ID: 8377                                                   | Graf Erdödystraße 22 Standort KG: Oberwart                   | | BDA-Hist.: Q38125610 Status: § 2a Stand der BDA-Liste: 2025-06-30 Name: Wohnhaus GstNr.: 827 Graf Erdödystraße 22, Oberwart                                                          |
| ja   | Datei hochladen | Bauernhaus HERIS-ID: 12566 Objekt-ID: 8712                                                 | Graf Erdödystraße 40 Standort KG: Oberwart                   | Ein Vertreter des einheitlichen Typus von einem Streck- bzw. Hakenhof. Das Gebäude hat eine Giebelfassade mit kräftig profilierter Fensterrahmung, Gesimse und Giebelluke, sowie ein Krüppelwalmdach und hofseitig eine Laubengang in Form von drei- bis zwölfachsigen Bogenarkaden auf Säulen oder Pfeilern. | BDA-Hist.: Q38133528 Status: Bescheid Stand der BDA-Liste: 2025-06-30 Name: Bauernhaus GstNr.: 780                                                                                   |
| ja   | Datei hochladen | Arkadenhof HERIS-ID: 12567 Objekt-ID: 8713                                                 | Graf Erdödystraße 42 Standort KG: Oberwart                   | Ein Vertreter des einheitlichen Typus von einem Streck- bzw. Hakenhof. Das Gebäude hat eine Giebelfassade mit kräftig profilierter Fensterrahmung, Gesimse und Giebelluke, sowie ein Krüppelwalmdach und hofseitig eine Laubengang in Form von drei- bis zwölfachsigen Bogenarkaden auf Säulen oder Pfeilern. | BDA-Hist.: Q38133537 Status: Bescheid Stand der BDA-Liste: 2025-06-30 Name: Arkadenhof GstNr.: 477                                                                                   |
| ja   | Datei hochladen | Bauernhaus HERIS-ID: 12547 Objekt-ID: 8690                                                 | Grazerstraße 36 Standort KG: Oberwart                        | Ein Vertreter des einheitlichen Typus von einem Streck- bzw. Hakenhof. Das Gebäude hat eine Giebelfassade mit kräftig profilierter Fensterrahmung, Gesimse und Giebelluke, sowie ein Krüppelwalmdach und hofseitig eine Laubengang in Form von drei- bis zwölfachsigen Bogenarkaden auf Säulen oder Pfeilern. | BDA-Hist.: Q38133086 Status: Bescheid Stand der BDA-Liste: 2025-06-30 Name: Bauernhaus GstNr.: 166                                                                                   |
| ja   | Datei hochladen | Wohnhaus, Haus Dellacher HERIS-ID: 12207 Objekt-ID: 8342                                   | Grazerstraße 169 Standort KG: Oberwart                       | Etwas außerhalb von Oberwart steht das von Architekt Raimund Abraham für einen befreundeten Oberwarter Fotografen entworfene und 1964–1969 erbaute Dellacher Haus. Es ist ein streng kubischer Baukörper, der sich aber gleichzeitig an das burgenländische Laubenhaus anlehnt. Dies wird wiederum von den Freitreppen verfremdet, die die Laubenseite zur Fassade machen. | BDA-Hist.: Q15858570 Status: Bescheid Stand der BDA-Liste: 2025-06-30 Name: Wohnhaus, Haus Dellacher GstNr.: 22568 Haus Dellacher, Oberwart                                          |
| ja   | Datei hochladen | Ehem. Rinderversteigerungshalle HERIS-ID: 67274 Objekt-ID: 80225seit 2017                  | Ambrosigasse 5 Standort KG: Oberwart                         | Die zweigeschoßige, achteckige Rinderhalle unter auskragendem Zeltdach, das von einer ebenfalls oktogonalen Laterne mit Zeltdach bekrönt ist, wurde von der oberösterreichischen Holzkonstruktions-Firma Johann Obermayr aus Schwanenstadt und dem Oberwarter Baumeister Gustav Steurer 1952 errichtet. | BDA-Hist.: Q38116222 Status: Bescheid Stand der BDA-Liste: 2025-06-30 Name: Ehem. Rinderversteigerungshalle GstNr.: 1183/3 Rinderversteigerungshalle Oberwart                        |
| ja   | Datei hochladen | Bezirksgericht HERIS-ID: 12199 Objekt-ID: 8334                                             | Hauptplatz 12 Standort KG: Oberwart                          | Das Bezirksgericht stammt im Kern aus dem Jahr 1741 und wurde sowohl 1865 als auch 1934 umgebaut. | BDA-Hist.: Q38124445 Status: § 2a Stand der BDA-Liste: 2025-06-30 Name: Bezirksgericht GstNr.: 1191/2 Bezirksgericht Oberwart                                                        |
| ja   | Datei hochladen | Bauernhaus HERIS-ID: 12568 Objekt-ID: 8714                                                 | Johann Straußgasse 46 Standort KG: Oberwart                  | Ein Vertreter des einheitlichen Typus von einem Streck- bzw. Hakenhof. Das Gebäude hat eine Giebelfassade mit kräftig profilierter Fensterrahmung, Gesimse und Giebelluke, sowie ein Krüppelwalmdach und hofseitig eine Laubengang in Form von drei- bis zwölfachsigen Bogenarkaden auf Säulen oder Pfeilern. | BDA-Hist.: Q38133584 Status: Bescheid Stand der BDA-Liste: 2025-06-30 Name: Bauernhaus GstNr.: 464                                                                                   |
| ja   | Datei hochladen | Bauernhaus HERIS-ID: 12569 Objekt-ID: 8715                                                 | Johann Straußgasse 48 Standort KG: Oberwart                  | Ein Vertreter des einheitlichen Typus von einem Streck- bzw. Hakenhof. Das Gebäude hat eine Giebelfassade mit kräftig profilierter Fensterrahmung, Gesimse und Giebelluke, sowie ein Krüppelwalmdach und hofseitig eine Laubengang in Form von drei- bis zwölfachsigen Bogenarkaden auf Säulen oder Pfeilern. | BDA-Hist.: Q38133597 Status: Bescheid Stand der BDA-Liste: 2025-06-30 Name: Bauernhaus GstNr.: 465                                                                                   |
| ja   | Datei hochladen | Bauernhaus HERIS-ID: 12546 Objekt-ID: 8689                                                 | Mühlgasse 11 Standort KG: Oberwart                           | | BDA-Hist.: Q38133056 Status: Bescheid Stand der BDA-Liste: 2025-06-30 Name: Bauernhaus GstNr.: 54                                                                                    |
| ja   | Datei hochladen | Bauernhaus, Arkadenhaus HERIS-ID: 12226 Objekt-ID: 8361                                    | Mühlgasse 24 Standort KG: Oberwart                           | Ein Vertreter des einheitlichen Typus von einem Streck- bzw. Hakenhof. Das Gebäude hat eine Giebelfassade mit kräftig profilierter Fensterrahmung, Gesimse und Giebelluke, sowie ein Krüppelwalmdach und hofseitig eine Laubengang in Form von drei- bis zwölfachsigen Bogenarkaden auf Säulen oder Pfeilern. | BDA-Hist.: Q38125232 Status: Bescheid Stand der BDA-Liste: 2025-06-30 Name: Bauernhaus, Arkadenhaus GstNr.: 80                                                                       |
| ja   | Datei hochladen | Sporck-Kaserne, Mannschaftsgebäude HERIS-ID: 12200 Objekt-ID: 8335                         | Prinz Eugenstraße 6 Standort KG: Oberwart                    | Erbaut 1932 und nach General der Kavallerie Johann Graf Sporck benannt. | BDA-Hist.: Q38124534 Status: Bescheid Stand der BDA-Liste: 2025-06-30 Name: Sporck-Kaserne, Mannschaftsgebäude GstNr.: 1689/6                                                        |
| ja   | Datei hochladen | Kath. Pfarrkirche Auferstehung Christi („Osterkirche“) HERIS-ID: 12193 Objekt-ID: 8328     | Steinamangererstraße 15 Standort KG: Oberwart                | Die Pfarrkirche hat einen unregelmäßigen Grundriss und einen achteckigen, erhöhten Mittelteil. Sie ist Teil des Pfarrzentrum, das von 1967 bis 1969 nach Plänen der Architekten Günther Domenig und Eilfried Huth errichtet wurde. | BDA-Hist.: Q23799462 Status: § 2a Stand der BDA-Liste: 2025-06-30 Name: Kath. Pfarrkirche Auferstehung Christi GstNr.: 1656/1, 1656/2, 1657 Katholische Pfarrkirche Oberwart         |
| ja   | Datei hochladen | Wohnhausanlage Südtiroler Siedlung, Andreas-Hofer-Siedlung HERIS-ID: 12202 Objekt-ID: 8337 | Wienerstraße 24 bis 36, gerade Nummern Standort KG: Oberwart | Eine der Südtiroler-Siedlungen, die in Österreich vom Deutschen Reich in den Jahren 1939 bis 1941 für die Südtiroler errichtet wurde. | BDA-Hist.: Q38124570 Status: Bescheid Stand der BDA-Liste: 2025-06-30 Name: Wohnhausanlage Südtiroler Siedlung, Andreas-Hofer-Siedlung GstNr.: 898/23 Südtiroler-Siedlung (Oberwart) |
| ja   | Datei hochladen | Evang. Pfarrkirche A.B. HERIS-ID: 12195 Objekt-ID: 8330                                    | Standort KG: Oberwart                                        | Die Kirche, ein rechteckiger Saalbau mit vorgesetztem Südturm, wurde von 1812 bis 1815 errichtet. | BDA-Hist.: Q30127217 Status: § 2a Stand der BDA-Liste: 2025-06-30 Name: Evang. Pfarrkirche A.B. GstNr.: 951 Evangelische Pfarrkirche Oberwart                                        |
| ja   | Datei hochladen | Evang. Pfarrkirche H.B. HERIS-ID: 12196 Objekt-ID: 8331                                    | Reformierte Kirchengasse 11 Standort KG: Oberwart            | Ein langgestreckter Bau mit zwei Fensterreihen, der von 1771 bis 1773 vom Pinkafelder Baumeister Christoph Preising errichtet wurde. Der Anbau des mächtigen, vorgestellten Westturm erfolgte in den Jahren 1808/1809 mit dem Baumeister Matthias Preising aus Pinkafeld. | BDA-Hist.: Q2136980 Status: § 2a Stand der BDA-Liste: 2025-06-30 Name: Evang. Pfarrkirche H.B. GstNr.: 1052 Reformierte Pfarrkirche Oberwart                                         |
| ja   | Datei hochladen | Kriegerdenkmal HERIS-ID: 12204 Objekt-ID: 8339                                             | gegenüber Bahnhofstraße 3 Standort KG: Oberwart              | Vor dem Kriegerdenkmal für die Gefallenen des 1. und 2. Weltkriegs steht ein Gedenkstein für die Opfer des Nationalsozialismus. Er trägt die Inschrift: Zum Gedenken an die Oberwarter Opfer des Nationalsozialismus: Die Juden, die Zigeuner und die politisch Verfolgten, besonders die Hingerichteten: Alexander Heigl *30.10.1899 †16.3.1943, Josef Seper *28.4.1907 †28.1.1943. | BDA-Hist.: Q38124618 Status: § 2a Stand der BDA-Liste: 2025-06-30 Name: Kriegerdenkmal GstNr.: 1692/1 Kriegerdenkmal Oberwart                                                        |
| ja   | Datei hochladen | Jüdischer Friedhof HERIS-ID: 98666 Objekt-ID: 114606                                       | Linke Bahnzeile 17a Standort KG: Oberwart                    | Der Israelitische Friedhof in Oberwart wurde erst in der Zwischenkriegszeit angelegt und ist ein Sektor des Kommunalfriedhofs. | BDA-Hist.: Q23689775 Status: § 2a Stand der BDA-Liste: 2025-06-30 Name: Jüdischer Friedhof GstNr.: 3463 Israelitischer Friedhof Oberwart                                             |
| ja   | Datei hochladen | Kath. Pfarrkirche, Aufbahrungskirche Mariae Himmelfahrt HERIS-ID: 12194 Objekt-ID: 8329    | Steinamangererstraße 13a Standort KG: Oberwart               | Ein im Kern romanischer Bau mit einem mächtigen Westturm, langem Kirchenschiff und kleiner eingezogener Rundapsis. Der Turm wurde 1656 ausgebaut und um 1800 wurde ihm ein Obergeschoß sowie der Zwiebelhelm aufgesetzt. An der Südfront des 1728 und 1778 barockisierten Schiffes wurden 1975 romanische Fenster freigelegt. Im gleichen Jahr wurde auch die romanische Apsis ergraben. | BDA-Hist.: Q38124267 Status: Bescheid Stand der BDA-Liste: 2025-06-30 Name: Kath. Pfarrkirche, Aufbahrungskirche Mariae Himmelfahrt GstNr.: 1660 Church of the Assumption (Oberwart) |
| ja   | Datei hochladen | Ehem. röm. kath. Volksschule HERIS-ID: 12245 Objekt-ID: 8380seit 2013                      | Oberwarterstraße 14 Standort KG: St. Martin in der Wart      | | BDA-Hist.: Q38125623 Status: Bescheid Stand der BDA-Liste: 2025-06-30 Name: Ehem. röm. kath. Volksschule GstNr.: 120 Volksschule St. Martin in der Wart                              |
| ja   | Datei hochladen | Kath. Pfarrkirche, hl. Martin HERIS-ID: 12243 Objekt-ID: 8378                              | Oberwarterstraße 23 Standort KG: St. Martin in der Wart      | Der kleine Zentralbau über kreuzförmigem Grundriss wurde von 1795 bis 1798 errichtet. Über der westlichen Giebelfassade befindet sich ein Türmchen mit glockenförmigen Helm. Der Hochaltar ist klassizistisch und stammt aus dem Ende des 18. Jahrhunderts. | BDA-Hist.: Q23799272 Status: Bescheid Stand der BDA-Liste: 2025-06-30 Name: Kath. Pfarrkirche, hl. Martin GstNr.: 1 Pfarrkirche St. Martin in der Wart                               |